# Альмагро (Іспанія)
Альмагро (ісп. Almagro) — муніципалітет в Іспанії, у складі автономної спільноти Кастилія-Ла-Манча, у провінції Сьюдад-Реаль. Населення — 8855 осіб (2010).
Муніципалітет розташований на відстані близько 170 км на південь від Мадрида, 21 км на південний схід від Сьюдад-Реаля.

## Демографія
Динаміка населення (INE ):

## Галерея зображень

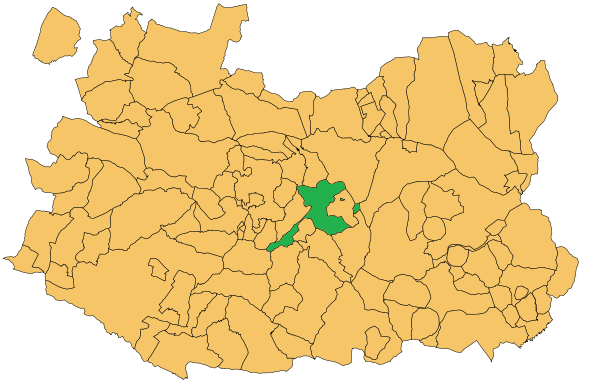
Розташування муніципалітету у провінції Сбюдад-Реаль
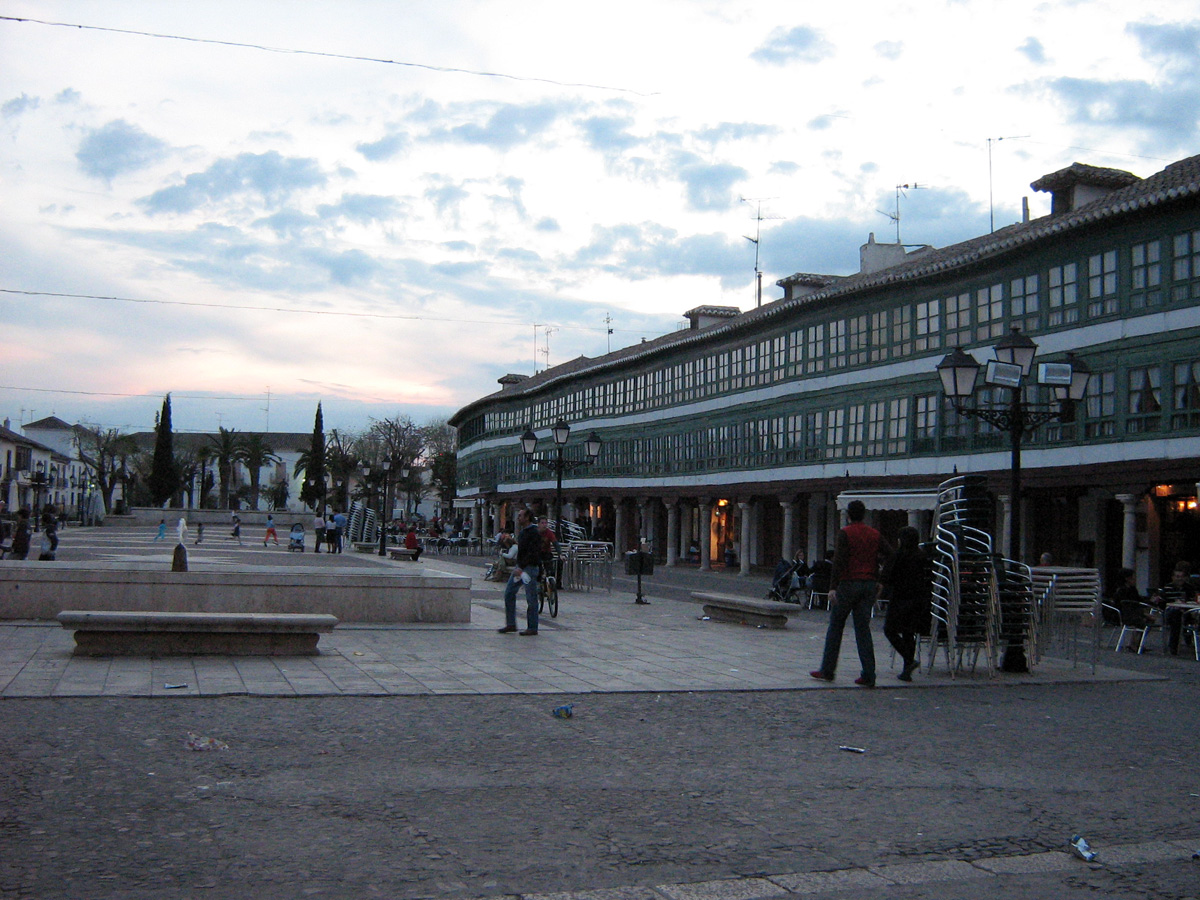
Пласа-Майор
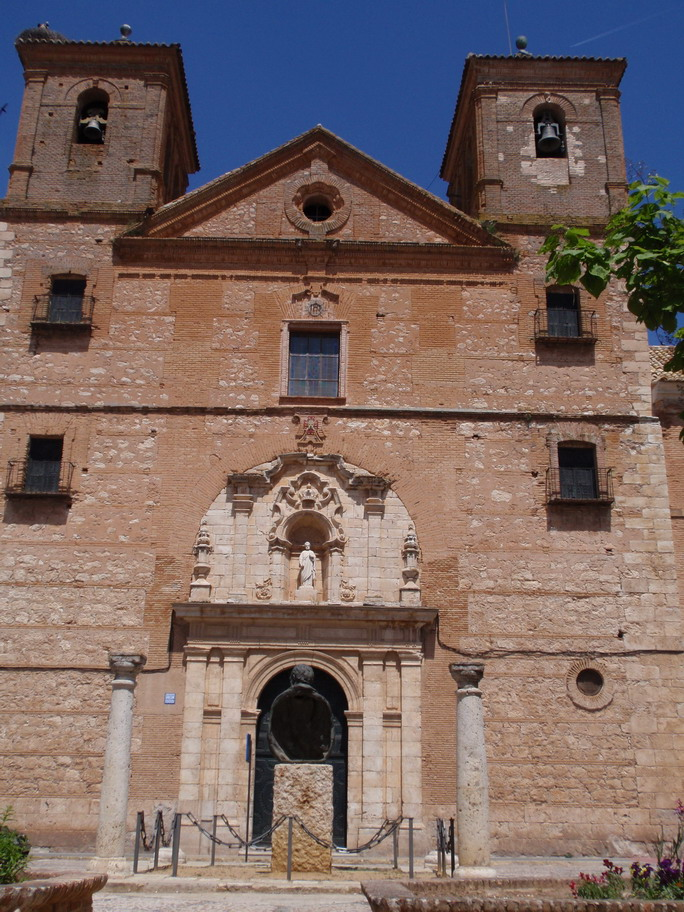
Церква Сан-Бартоломе
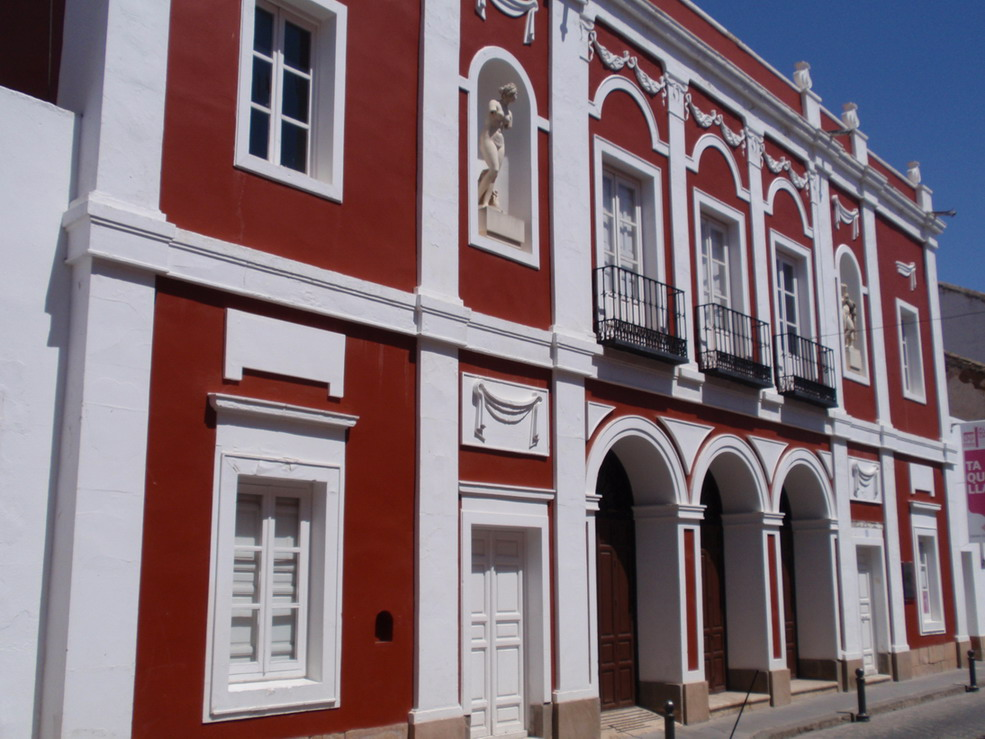
Муніципальний театр
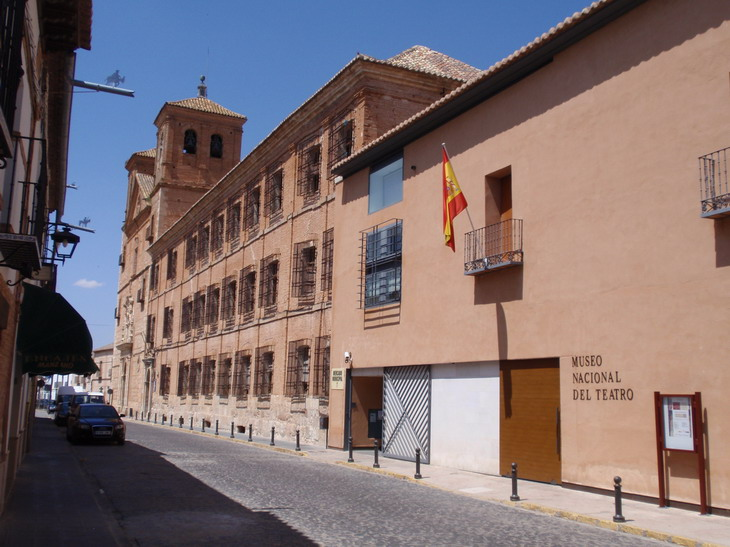
Музей театру